# Florian Vaßen
Florian Vaßen (* 1943) ist ein deutscher Literaturwissenschaftler und emeritierter Professor der Universität Hannover.

## Werdegang
Von 1963 bis 1969 studierte er Germanistik, Romanistik und Geschichte an der Johann Wolfgang Goethe-Universität Frankfurt am Main, Romanistik an der Universität Aix-en-Provence und Germanistik, Romanistik, Philosophie und Soziologie an der Philipps-Universität Marburg (1969 Erstes Staatsexamen für das Lehramt an Gymnasien in den Fächern Deutsch und Französisch an der Philipps-Universität Marburg/1970 Promotion zum Dr. phil. an der Philipps-Universität Marburg/1978 Habilitation an der Universität Hannover). Von 1989 bis 2009 war er Professor am Seminar für Deutsche Literatur und Sprache der Universität Hannover.
Seine Forschungsschwerpunkte sind Literatur des Vormärz, Literatur und Kultur der Arbeiterbewegung und des Sozialismus, Theater und Theaterpädagogik in Theorie und Praxis, Theatralität und Performativität, Lachtheorien und Komödie, Satire und Karikatur, Bertolt Brecht und Heiner Müller.

## Ausgewählte Veröffentlichungen
- Georg Weerth. Ein politischer Dichter des Vormärz und der Revolution von 1848/49. Stuttgart 1971, ISBN 3-476-00185-7.
- „Alles Neue ist schmerzhafter als das Alte“ – Bertolt Brechts Lehrstück „Die Maßnahme“. Hannover 1987, ISBN 3-927081-00-0.
- „einfach zerschmeißen“. Brecht Material. Lyrik – Prosa – Theater – Lehrstück. Mit einem Blick auf Heiner Müller. Berlin 2021, ISBN 3-86863-218-2.
- Bibliographie Heiner Müller (= Bibliographien zur deutschen Literaturgeschichte. Band 20). 3 Bände. Aisthesis-Verl., Bielefeld 2013, ISBN 978-3-8498-1031-3.